# Discaclis canariensis
Discaclis canariensis is een slakkensoort uit de familie van de Eulimidae. De wetenschappelijke naam van de soort is voor het eerst geldig gepubliceerd in 1987 door Moolenbeek & Warén.